# فرانك برينان (لاعب كاراتيه)
فرانك برينان (بالإنجليزية: Frank Brennan)‏ هو لاعب كاراتيه بريطاني، ولد في 6 مايو 1960 في ليفربول في المملكة المتحدة.